# فرودگاه سیبو
فرودگاه سیبو (به انگلیسی: Sibu Airport) (به زبان بومی: Lapangan Terbang Sibu) یک فرودگاه همگانی مسافربری با کد یاتا SBW است که یک باند فرود آسفالت دارد و طول باند آن ۲۷۵۴ متر است. این فرودگاه در شهر سیبو (مالزی) کشور مالزی قرار دارد و در ارتفاع ۳۷ متری از سطح دریا واقع شده است.

## شرکت‌های هواپیمایی و مقصدهای پروازی
| شرکت‌های هواپیمایی                 | مقصدهای پروازی                             |
| --------------------------------- | ------------------------------------------ |
| ایرآسیا                           | ثنای، کوالالامپور، کوچینگ                  |
| مالزی ایرلاینز                    | کوالالامپور                                |
| مالزی ایرلاینز اجرا توسط MASwings | بینتولو، کوتا کینابالو، کوچینگ، میری، موکا |